# Nanshao
Nanshao (kinesiska: 南邵, 南邵镇) är en köping i Kina. Den ligger i stadsdistriket Changping i Pekings storstadsområde, i den nordöstra delen av landet, omkring 30 kilometer norr om stadskärnan. 
Antalet invånare är 24 180. Befolkningen består av 11 211 kvinnor och 12 969 män. Barn under 15 år utgör 11,0 %, vuxna 15-64 år 82 %, och äldre över 65 år 6,0 %.